# Дрво живота (анатомија)
Дрво живота (лат. arbor vitae) је церебеларна бела маса, тако названа због свог разгранатог изгледа налик на дрво. На неки начин више подсећа на папрат и присутна је у обе хемисфере малог мозга. Дрво живота доноси сензорне и моторичке информације у и из малог мозга. Налази се дубоко у малом мозгу. Унутар њега налазе се дубока једра малог мозга; назубљена, кугласта, емболиформна и фастигијална једра. Ове четири различите структуре доводе до еферентних пројекција малог мозга.